# Borest
Borest – miejscowość i gmina we Francji, w regionie Hauts-de-France, w departamencie Oise.
Według danych na rok 1990 gminę zamieszkiwały 343 osoby, a gęstość zaludnienia wynosiła 27 osób/km² (wśród 2293 gmin Pikardii Borest plasuje się na 657. miejscu pod względem liczby ludności, natomiast pod względem powierzchni na miejscu 288.).